# 웨인 크레이머 (영화 감독)

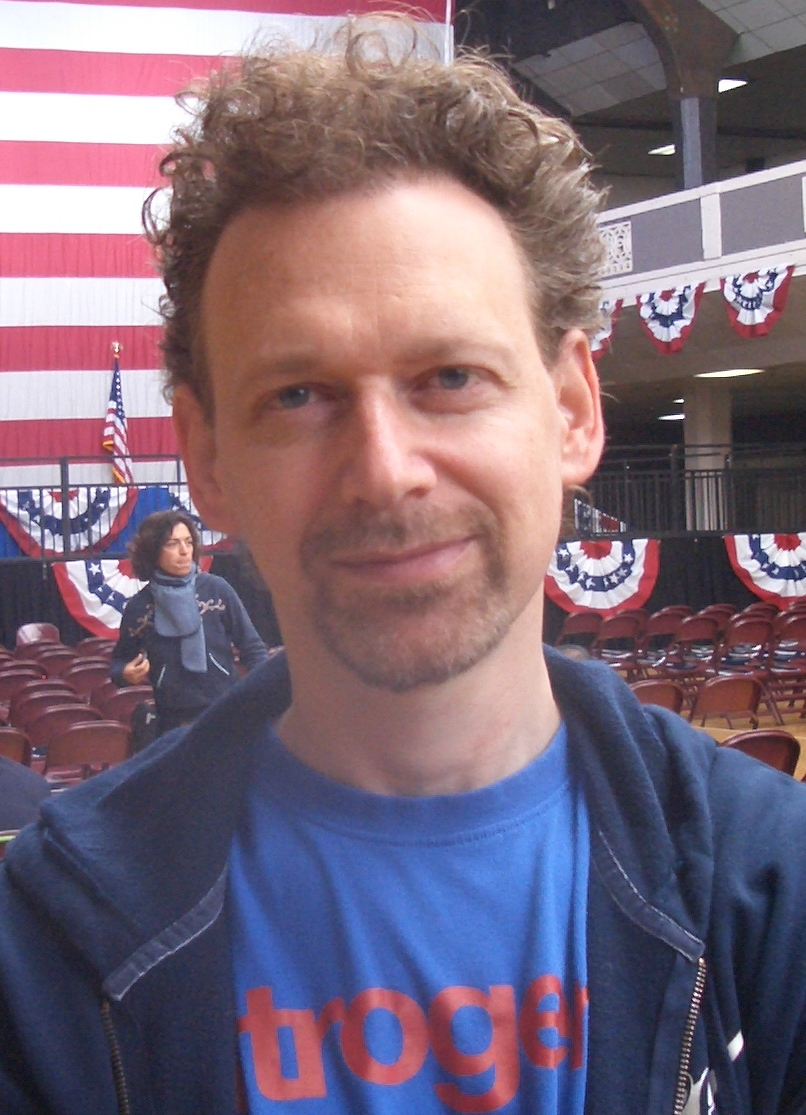

웨인 크레이머(Wayne Kramer, 1965년 5월 25일 ~ )는 남아프리카 공화국 출신의 영화 감독, 영화 각본가, 영화 제작자, 스토리보드 아티스트이다. 《러브 인 카지노》(2003) 등의 영화 각본과 감독을 맡았다.

## 작품 목록

### 영화
- 러브 인 카지노 (2003) - 연출, 각본
- 마인드헌터 (2004) - 각본
- 러닝 스케어드 (2006) - 연출, 각본
- 이 영화는 아직 등급이 없다 (2006) - 다큐멘터리 출연
- 크로싱 오버 (2009) - 연출, 각본, 제작
- 폰 샵 클로니클스 (2013) - 연출